# Salagena mirabilis
Salagena mirabilis is een vlinder van de familie van de Metarbelidae. De wetenschappelijke naam van de soort is voor het eerst gepubliceerd in 1919 door Ferdinand Le Cerf.
De soort komt voor in Angola.